# Roggenmoor
Das Roggenmoor ist ein Naturschutzgebiet in der niedersächsischen Gemeinde Apen im Landkreis Ammerland.
Das Naturschutzgebiet mit dem Kennzeichen NSG WE 173 ist 50 Hektar groß. Es handelt sich um eine Hochmoorlandschaft mit bewaldeten Moorresten, Moorheiden, Grünland und Grünlandbrachen.
Das Gebiet steht seit dem 19. Juli 1986 unter Naturschutz. Zuständige untere Naturschutzbehörde ist der Landkreis Ammerland.